# Floßgraben (Leinacher Bach)
Der Floßgraben ist ein etwa 800 m langer Bach im Ortsbereich von Leinach im unterfränkischen Landkreis Würzburg, der aus westsüdwestlicher Richtung kommend von links in den Leinacher Bach mündet.

## Geographie

### Verlauf
Der Floßgraben beginnt seinen Lauf als Drustengraben auf einer Höhe von etwa 225 m ü. NHN in Leinach beim Haus Nr. 28 an der Nordseite der St.-Peter-Straße.
Er fließt zunächst in nordöstlicher Richtung bis zum von Süd nach Norden laufenden Teil der Brunnenstraße, unterquert diese und läuft dann zwischen dem bachbegleitenden Zweig der Brunnenstraße und der Remlinger Straße in einem unbebauten Streifen wieder offen, zuletzt etwa ostnordöstlich.
Kurz vor der querenden St.-Peter-Straße geht er in eine Verdolung, die ihn unter namenlosen Wegen ostwärts bis zur Kilianstraße führt. Nach fortgesetztem unterirdischem Abschnitt unter der Grupshausener Straße und der Rathausstraße tritt er vor dem Haus Nr. 19 neben dieser wieder an die Oberfläche.
Von nun an fließt er nordostwärts, unterquert zuletzt noch die Straße Am Floß und mündet dann auf etwa 208 m ü. NHN nahe dem Nordostrand von Leinach von links in den aus dem Südsüdosten heranfließenden Leinacher Bach.

### Einzugsgebiet
Das Einzugsgebiet des Floßgrabens umfasst etwa 5,0 km² und erstreckt sich von der Mündung aufwärts etwa 2,8 km weit westsüdwestwärts und südwestwärts. Es gehört naturräumlich dem Unterraum Karlstadt-Birkenfelder Kalklößplatten der  Marktheidenfelder Platte an. Der Gewässerlauf entsteht erst tief unten in einem gegabelten Trockentalsystem, dessen langer westsüdwestlicher Hauptzweig oberhalb des Gewässers wird Floßgraben genannt, der erst in Leinach einmündenden südwestliche Nebenzweig zuletzt zwischen Kiliansberg und Goldberg ist ganz frei von Gewässern. Über diesem liegt auf dem Ziegelrain der mit 353 m ü. NHN höchste Punkt auf der südlichen Wasserscheide.
Das Einzugsgebiet liegt in den Grenzen der Gemeinde Leinach, deren um den Lauf und die Mündung liegendes, inzwischen mit Oberleinach zusammengewachsenes Dorf Unterleinach der einzige Siedlungsplatz darin ist.
Im Osten konkurriert der Leinacher Bach oberhalb der Floßgraben-Zumündung, im Südosten liegt das kurze, zu diesem laufende Trockental Langgrund. Entlang der südwestlichen Wasserscheide grenzen nacheinander die Einzugsgebiete des Mehlengrabens und des Leitenbachs an, eines indirekten bzw. direkten Nebenflusses des Aalbach, der in den Main mündet. Jenseits eines kurzen nordwestlichen Scheidenabschnitts liegt das Entwässerungsgebiet des Karbach, der ebenfalls in den Main mündet. In allen dreien fließen erst sehr fern von der Scheide die ersten Gewässer. Im übrigen Nordwesten zieht das trockene Tal Schranngraben unterhalb des Floßgrabens zum Leinacher Bach.

## Geologie
Das Einzugsgebiet liegt im Muschelkalk der Marktheidenfelder Platte; in den Tallagen und bis hinauf zu den mittleren Hängen steht Unterer Muschelkalk an, darüber meist Mittlerer Muschelkalk, auf dem Kahlberg linksseits des Floßgraben-Trockentals darüber noch Oberer Muschelkalk. Der Muschelkalk ist durch zahlreiche Störungslinien in teils sehr kleine Schollen zerlegt; vermutet werden auch Störungen in der Mitte der beiden großen Talzüge.
Auf den Höhen ist der Muschelkalk weithin mit Lösssediment aus dem Quartär überlagert.